# Liste des chapitres de One Piece (5e partie)
 (août 2025).
 (août 2025).
Si vous disposez d'ouvrages ou d'articles de référence ou si vous connaissez des sites web de qualité traitant du thème abordé ici, merci de compléter l'article en donnant les références utiles à sa vérifiabilité et en les liant à la section « Notes et références ».
Cet article est un complément de l’article sur le manga One Piece. Il contient la liste des volumes du manga parus en presse du tome 81 au tome 100, avec les chapitres qu’ils contiennent. Il fait suite à Liste des chapitres de One Piece (4e partie) et est suivi de Liste des chapitres de One Piece (6e partie).
Pratiquement tous les chapitres commencent par une page d’entête racontant de manière muette une petite histoire à suivre sur les aventures d’un ou de plusieurs personnages secondaires.

## Volumes reliés

### Tomes 81 à 90
| no | Japonais         | Japonais          | Français        | Français          |
| no | Date de sortie   | ISBN              | Date de sortie  | ISBN              |
| --- | ---------------- | ----------------- | --------------- | ----------------- |
| 81 | 4 avril 2016     | 978-4-08-880648-8 | 4 janvier 2017  | 978-2-344-01828-6 |
| Titre du volume : À la rencontre de Maître Chavipère (ネコマムシの旦那に会いに行こう, Nekomamushi no Danna ni Ai ni Ikō) Personnages en couverture : Monkey D. Luffy, Sanji Vinsmoke, Nami, Tony-Tony Chopper, Brook, Momonosuké Kozuki, Caborage, Chavipère, Wanda, Carrot, Sicilian, Roddy, Blackback et PedroListe des chapitres : - Ch.807 : Dix jours plus tôt (１０日前, Tōka Mae) L'équipage de Chapeau de paille retrouve Brook et ils découvrent comment leurs camarades ont échappé à l'équipage de Big Mom. Après avoir appris que le duc Caborage s'est réveillé, Wanda emmène l'équipage de Chapeau de paille le rencontrer et en chemin, elle commence à leur raconter l'invasion de Jack. - Ch.808 : Le duc Caborage (イヌアラシ公爵, Inuarashi Kōshaku) Wanda raconte à l'équipage de Chapeau de paille comment Jack a envahi la principauté de Mokomo afin de trouver Raizo du pays des Wa après avoir refusé de discuter avec les minks. Luffy et ses compagnons rencontrent ensuite Caborage et ils apprennent que Jack a utilisé une arme toxique de César pour détruire le pays. - Ch.809 : Maître Chavipère (ネコマムシの旦那, Nekomamushi no danna) Wanda explique la relation antagoniste qu'entretiennent Caborage et l'autre seigneur de la principauté de Mokomo, Chavipère. Pendant l'invasion de Jack, Caborage est arrivé pour le combattre, mais il s'est retiré à la tombée de la nuit tandis que Chavipère prit le relais du combat. - Ch.810 : L'équipage de Sourcil en vrille débarque (ぐるわらの一味、上陸, Guruwara no Ichimi, Jōriku) Jack a combattu la tribu des minks pendant cinq jours avant d'utiliser le gaz de César. Après avoir torturé les minks toute une journée, Jack est parti sauver Doflamingo et le jour suivant, le groupe de Sanji est arrivé à Zo et ils ont découvert le pays en ruines. - Ch.811 : Terminex (ROKO) Le groupe de Sanji réussit à chasser les membres de l'équipage des cent bêtes restés sur l'île et ils réussissent à guérir la tribu des minks de l'empoisonnement au gaz. Cependant, quelques jours plus tard, l'équipage de Big Mom arrive à Zo. - Ch.812 : Capone "Gang" Bege (カポネ・‘‘ギャング’’ベッジ, Kapone Gyangu Bejji) Capone Bege et Pekoms débarquent à Zo, mais Pekoms décide de ne pas s'en prendre à Sanji et son groupe après avoir découvert qu'ils avaient sauvé sa tribu. Cependant, Bege abat Pekoms et il capture le groupe de Sanji, puis il révèle que Sanji, en tant que troisième fils de la famille Vinsmoke, doit épouser Pudding de la famille Charlotte lors de la partie de thé de Big Mom. - Ch.813 : L'invitation à la partie de thé (お茶会の招待状, Ochakai no Shōtaijō) Après avoir été forcé de se rendre à la partie de thén, Sanji écrit une lettre pour son équipage et il réussit à libérer Nami, Chopper et Brook du corps de Bege, puis ce dernier bat en retraite lorsque Chavipère arrive sur les lieux. Sanji a écrit dans sa lettre qu'il va rencontrer une femme et qu'il sera bientôt de retour. - Ch.814 : À la rencontre de Maître Chavipère (ネコマムシの旦那に会いに行こう, Nekomamushi no Danna ni Ai ni Ikō) L'équipage de Chapeau de paille rend visite à Chavipère ainsi qu'à Pekoms toujours en convalescence, et ce dernier révèle que la famille Vinsmoke est une famille d'assassins. - Ch.815 : Emmène-moi avec toi ! (おれも連れてけ！！, Ore mo Tsureteke!!) Luffy décide d'aller avec Pekoms sur le territoire de Big Mom afin d'aller sauver Sanji seul. Alors qu'un banquet est organisé, Robin, Franky et Brook tentent d'empêcher les samouraïs d'entrer dans le pays, mais ils finissent par s'endormir et le lendemain, Kinémon et Kanjuro atteignent l'entrée de la principauté de Mokomo. - Ch.816 : Chien contre chat (イヌvs.ネコ, Inu Bāsasu Neko) Les minks sont alertés de l'arrivée des samouraïs, et Caborage et Chavipère envoient leurs troupes pour les chercher. Cependant, les deux dirigeants se retrouvent face-à-face et ils commencent à se battre. Cependant, les samouraïs arrêtent leur combat et les minks révèlent qu'ils cachaient Raizo sur l'île depuis le début. |                  |                   |                 |                   |
| Résumé : - Arc Zo (2e partie) |                  |                   |                 |                   |
| 82 | 4 juillet 2016   | 978-4-08-880726-3 | 19 avril 2017   | 978-2-344-02043-2 |
| Titre du volume : Un monde en pleine agitation (ざわつく世界, Zawatsuku sekai) Personnages en couverture : Monkey D. Luffy, Nami, Tony-Tony Chopper, Brook, Pedro, Carrot, Pekoms et Nefertari ViviListe des chapitres : - Ch.817 : Raizo de la brume (霧の雷ぞう, Kiri no Raizō) Kinémon révèle à l'équipage de Chapeau de paille qu'il n'est pas le père de Momonosuké, et que ce dernier est en réalité le fils du seigneur de la région de Kuri du pays des Wa, Oden Kozuki. Après que Caborage et Chapière aient fait la paix à contrecœur, ils emmènent l'équipage de Chapeau de paille, Law et les samouraïs voir Raizo dans la baleine, qui est enchaîné à un ponéglyphe de couleur rouge. - Ch.818 : Dans la baleine (くじらの中で, Kujira no naka de) Robin déchiffre le ponéglyphe, révélant qu'il s'agit de l'un des quatre "Road Ponéglyphes" qui mènent à l'emplacement de Laugh Tale. Les minks et les samouraïs révèlent alors que c'est le clan Kozuki qui a fabriqué les ponéglyphes et que le père de Momonosuké, Oden Kozuki, a voyagé avec l'équipage de Roger mais qu'il a été exécuté par Kaido et le shogun du pays des Wa. - Ch.819 : Momonosuké, héritier du clan Kozuki (光月家跡取り・モモの助, Kōzuki-ke Atotori - Momonosuke) Momonosuké et ses vassaux demandent à l'équipage de Chapeau de paille de les aider à reconquérir le pays des Wa et à vaincre Kaido et le shogun, et Luffy accepte après avoir obligé Momonosuké à prendre les choses en main, formant ainsi l'alliance ninja-pirate-mink-samouraï. Pendant ce temps, la flotte de Jack revient à Zo et la superstar a l'intention d'abattre Zunesh. - Ch.820 : Une longue histoire entre chien et chat (犬と猫に歴史あり, Inu to Neko ni Rekishi Ari) Caborage et Chavipère parlent de leur voyage avec l'équipage de Roger tandis que l'alliance se prépare à se séparer en plusieurs groupes, Chavipère ayant quant à lui l'intention de retrouver Marco le phénix. Cependant, l'île se met à trembler alors Luffy entend une voix. - Ch.821 : À vos ordres ! (承知した, Shōchi shita) Jack attaque Zunesh, qui supplie Luffy et Momonosuké de lui ordonner de riposter, ce que ce dernier fait et l'éléphant anéantit la flotte de Jack d'un seul coup de trompe. - Ch.822 : La descente de l'éléphant (下象, Gezō) Après que tout le monde se soit remis de l'attaque de Jack, Momonosuké décide de rester sur Zo alors que le groupe de Luffy, accompagnée du mink Pedro, quitte Zo pour aller sur l'île Tougato afin de retrouver Sanji. - Ch.823 : Un monde en pleine agitation (ざわつく世界, Zawatsuku sekai) Plusieurs familles royales du monde entier prennent la route pour Marie Joue afin d'assister à la Rêverie. Pendant ce temps, Carrot rejoint le groupe de Luffy près avoir embarqué clandestinement et Pedro lit le journal qui titre sur la destruction du quartier général de l'Armée révolutionnaire. - Ch.824 : Une recette originale (気まぐれ, Rocket Managure) Luffy crée plusieurs mésaventures à bord du Thousand Sunny, notamment en utilisant l'intégralité de leurs rations pour préparer un repas non comestible. Pendant ce temps, Kaido, qui détient Eustass Kidd, devient enragé en découvrant l'échec de Jack et en repensant à Luffy et Law, et quelques jours plus tard, sur le navire de Big Mom, Sanji voit une photo de sa future épouse, Charlotte Pudding. - Ch.825 : La bande dessinée du W.E.J (世経の絵物語, Sekei no Emonogatari) Sur le navire de Big Mom, Vito raconte à Sanji la bande dessinée sur les Germa 66 publiée dans le W.E.J. Quelques jours plus tard, sur le Sunny qui rentre dans le territoire de Big Mom, Luffy est au bord de la mort après avoir mangé un poisson venimeux tandis que le navire est abordé par un bâtiment des Germa 66. - Ch.826 : 0 et 4 (０と４, Zero to Yon) Le groupe de Luffy rencontre le petit frère de Sanji, Yonji, et sa grande sœur, Reiju. Reiju guérit Luffy de son empoisonnement et les Germa 66 partent en faisant comme s'ils n'avaient rien vu. Pendant ce temps, Aladdin rapporte l'arrivée de Luffy à Jinbe. - Ch.827 : Totto Land (トットランド, Tottorando) Le groupe de Luffy accoste sur l'île Cacao, qui est entièrement construite en chocolat. Luffy et Chopper ont des ennuis avec les autorités locales après avoir mangé un bâtiment, mais ils sont sauvés par Pudding qui les emmène chez elle. Pendant ce temps, sur l'île Tougato, Big Mom se prépare pour la partie de thé et elle apprend l'arrivée de Luffy sur son territoire. |                  |                   |                 |                   |
| Résumé : - Arc Zo (3e partie) - Arc Île Tougato (1re partie) |                  |                   |                 |                   |
| 83 | 4 novembre 2016  | 978-4-08-880801-7 | 5 juillet 2017  | 978-2-344-02321-1 |
| Titre du volume : Charlotte Linlin (海賊「四皇」シャーロット・リンリン, Kaizoku 'Yonkō' Shārotto Rinrin) Personnages en couverture : Monkey D. Luffy, Napoléon, Charlotte Linlin, Charlotte Praline, Charlotte Brûlée, Charlotte Slurp, Charlotte Cracker, Charlotte Opera, Charlotte Mont d'Or et Charlotte Chiffon Personnages en couverture sur l'édition collector française : Brook, Franky, Tony-Tony Chopper, Monkey D. Luffy, Usopp, Nico Robin, Nami, Sanji Vinsmoke et Roronoa ZoroListe des chapitres : - Ch.828 : 1 et 2 (１と２, Ichi to Ni) Pudding accepte d'aider le groupe de Luffy à se rendre sur l'île Tougato et à sauver Sanji, mais en retournant sur le Thousand Sunny, ils découvrent que Pekoms a disparu. Pendant ce temps, sur l'île de Brock Collie, les deux frères aînés de Sanji mettent fin à une guerre civile. - Ch.829 : Charlotte Linlin (海賊「四皇」シャーロット・リンリン, Kaizoku 'Yonkō' Shārotto Rinrin) Alors que le groupe de Luffy navigue sur le chemin indiqué par Pudding, sur l'île Tougato, Big Mom a des troubles de l'appétit et se déchaîne à Sweet City, mais Jinbe arrive et met à sa crise avant de commencer à discuter de quelque chose avec elle. - Ch.830 : Un garçon prometteur (賭けられる男, Kake rareru otoko) Jinbe, voulant rejoindre l'équipage de Chapeau de paille, demande à Big Mom de quitter son équipage mais elle l'oblige à en payer le prix. Pendant ce temps, Pedro révèle son passé alors que le groupe de Luffy atteint l'île Tougato. - Ch.831 : Aventure dans la forêt enchantée (不思議な森の冒険, Fushigi na mori no Bōken) Alors que Brook et Pedro partent à la recherche du Road Ponéglyphe de Big Mom, Luffy, Nami, Chopper et Carrot explorent la forêt de la tentation, une étrange forêt avec notamment avec de mystérieuses apparitions de Sanji et des objets vivants. - Ch.832 : Le royaume de Germa (ジェルマ王国, Jeruma Ōkoku) Le groupe de Luffy a du mal à s'échapper de la forêt de la tentation lorsqu'ils sont contraints de se battre contre Randolph et l'une des filles de Big Mom, Charlotte Brûlée. Pendant ce temps, au royaume de Germa, Sanji retrouve son père, Judge Vinsmoke. - Ch.833 : Judge Vinsmoke (ヴィンスモーク・ジャッジ, Vinsumōku Jajji) Sanji combat Judge mais il se retrouve vaincu, et ce dernier fait placer des bracelets explosifs à ses poignets pour l'empêcher de s'échapper. - Ch.834 : Mon rêve (おれの夢, Ore no Yume) Brook et Pedro s'infiltrent dans Sweet City et ils découvrent que l'équipage de Big Mom suivent chacun de leurs mouvements, tandis que Capone Bege abat Pekoms du haut d'une falaise et tombe dans une mer infestée de requins. Au château de Whole Cake, Big Mom donne à César Clown deux semaines pour trouver un moyen de transformer des humains en géants dans une usine fabriquée par Slurp, son fils aîné. Alors que la nuit tombe dans la forêt de la tentation, Luffy continue de capturer plusieurs versions de ses coéquipiers qui agissent comme des animaux. - Ch.835 : Le pays des âmes (魂の国, Tamashī no Kuni) Nami retrouve Luffy après s'être échappé de Brûlée qui a néanmoins capturé Carrot et Chopper. Ils se confrontent alors à un grand homme enterré dans le sol, qui révèle que tout ce qui se trouve dans la forêt de la tentation possède une âme grâce au fruit du démon de Big Mom. Il révèle ensuite qu'il est l'ancien mari de Big Mom et le père de Chiffon et Laura, mais au même moment, l'un des trois généraux sucrés, Charlotte Cracker, arrive sur les lieux et prévoit de le tuer pour avoir révélé des secrets. - Ch.836 : La carte de vie de Laura (ローラがくれた命の紙, Rōra ga kureta Inochi no Kami) Nami se rend compte que Big Mom est la mère de Laura et la présence de Cracker terrifie les homies de la forêt de la tentation, mais lorsqu'il tente de tuer Pound, Luffy l'en empêche. Nami utilise la carte de vie de Laura pour repousser les homies tandis que Luffy et Cracker s'engagent dans un combat. - Ch.837 : Luffy versus le Général Cracker (ルフィvs.将星クラッカー, Rufi bāsasu Shōsei Kurakkā) Cracker prend le dessus sans effort sur Luffy alors que Brûlée tente de capturer Nami mais cette dernière l'attaque avec la foudre, la renvoyant inconsciente dans le monde des miroirs. Après s'être fait maîtrisé, Luffy parvient finalement à blesser Cracker avec le Gear Fourth. - Ch.838 : Grand Fropper (チョニキ, Choniki) Cracker révèle sa vraie apparence ainsi que les pouvoirs de son fruit du démon alors qu'il continue de combattre Luffy. Pendant ce temps, Chopper et Carrot décident de tirer profit du monde des miroirs dans lequel ils sont piégés. Le lendemain matin, les frères aînés de Sanji, Ichiji et Niji, arrivent au royaume de Germa. |                  |                   |                 |                   |
| Résumé : - Arc Île Tougato (2e partie) En France, le volume est également sorti en édition collector limitée célébrant les 20 ans de la série avec une couverture dorée spéciale. |                  |                   |                 |                   |
| 84 | 3 février 2017   | 978-4-08-881002-7 | 4 octobre 2017  | 978-2-344-02531-4 |
| Titre du volume : Luffy versus Sanji (ルフィvs.サンジ, Rufi bāsasu Sanji) Personnages en couverture : Sanji Vinsmoke, Monkey D. Luffy, Judge Vinsmoke, Reiju Vinsmoke, Ichiji Vinsmoke, Yonji Vinsmoke et Niji Vinsmoke Personnages en couverture sur l'édition collector française : Monkey D. Luffy (à 17 ans) et Monkey D. Luffy (à 19 ans)Liste des chapitres : - Ch.839 : Merci pour ces foutues années ! (くそお世話になりました, Kuso osewaninarimashita) Sanji entre en conflit avec les valeurs de sa famille mais il se retrouve contraint de toute résistance lorsque Judge menace d'assassiner Zeff. Yonji l'emmène ensuite dans la pièce de clonage qui produit les soldats des Germa 66. - Ch.840 : Le masque de fer (鉄仮面, Tekkamen) Sanji se remémore son enfance où il a souffert en raison de son incapacité à développer son exosquelette comme ses frères et sa sœur, ce qui a finalement conduit Judge à l'enfermer afin de faire comme il n'avait jamais existé. - Ch.841 : En route pour East Blue (東の海へ, Azuma no umi e) Il y a treize années, le royaume de Germa est entré sur East Blue afin de mener des guerres, permettant à Reiju d'aider Sanji à s'échapper. Onze heures se sont écoulées depuis le début du combat entre Cracker et Luffy, et ce dernier est maintenant devenu obèse après avoir mangé les soldats-biscuits du général sucré. - Ch.842 : La puissance du ventre plein (満腹の力, Manpuku no chikara) Chopper et Carrot se font poursuivre par Brûlée à l'intérieur du monde des miroirs tandis qu'au royaume de Germa, la famille Vinsmoke prend la route pour le château de Whole Cake. Dans la forêt de la tentation, Luffy parvient à manger les soldats-biscuits grâce à l'aide de la pluie de Nami, mais lorsque Cracker s'apprête à attaquer le jeune pirate lui-même, Luffy active la forme "Tank Man" du Gear Fourth et parvient à vaincre le général sucré. - Ch.843 : Sanji Vinsmoke (ヴィンスモーク・サンジ, Vinsumōku Sanji) Cracker, vaincu, s'envole jusqu'à Sweet City et l'alerte générale est déclaré. Luffy et Nami s'échappent de la forêt de la tentation et ils rencontrent la famille Vinsmoke, où ils retrouvent Sanji. Cependant, Sanji attaque Luffy et prétend avoir embrassé son héritage royal. - Ch.844 : Luffy versus Sanji (ルフィvs.サンジ, Rufi bāsasu Sanji) Sanji attaque très sévèrement Luffy, qui refuse de se défendre, avant de retourner vers sa famille. Cependant, Luffy jure de rester à cet endroit jusqu'au retour de Sanji, qui part en pleurs. - Ch.845 : L'armée de la colère (怒りの軍団, Ikari no Gundan) Big Mom crée une tempête et envoie l'armée de la colère pour attaquer Luffy et Nami. Elle rencontre ensuite la famille Vinsmoke et Sanji et Pudding acceptent de se marier. - Ch.846 : La vigilance de l'œuf (タマゴの警備, Tamago no keibi) Luffy et Nami sont vaincus et capturés par l'armée de la colère, tandis que Sanji négocie avec Big Mom pour leur survie. Pendant ce temps, le baron Delœuf et l'un des trois généraux sucrés, Charlotte Smoothie, gardent la salle des trésors qui abrite les ponéglyphes de Big Mom, alors que Brook et Pedro mettent en place un plan pour s'y introduire. - Ch.847 : Luffy et Big Mom (ルフィとビッグ・マム, Rufi to Biggu Mamu) Après avoir montré à la famille Vinsmoke sa collection d'animaux étranges piégés dans des livres, Big Mom contacte Luffy, qui est également emprisonné dans un livre, par escargophone, mais ce dernier continue de la défier. - Ch.848 : Adieu (さよなら, Sayonara) Pedro fait l'appât et attire Smoothie et le baron Delœuf hors de la salle des trésors, permettant à Brook de s'y faufiler. Pendant ce temps, dans la bibliothèque des prisonniers, Pudding rend visite à Luffy et Nami où elle leur révèle quelque chose de choquant. |                  |                   |                 |                   |
| Résumé : - Arc Île Tougato (3e partie) En France, le volume est également sorti en édition collector limitée célébrant les 20 ans de la série avec une couverture dorée spéciale. |                  |                   |                 |                   |
| 85 | 2 mai 2017       | 978-4-08-881070-6 | 3 janvier 2018  | 978-2-344-02750-9 |
| Titre du volume : Menteur (ウソつき, Usotsuki) Personnages en couverture : Brook, Jinbe, Nami, Monkey D. Luffy, Pedro, Tony-Tony Chopper, Reiju Vinsmoke et Carrot Personnages en couverture sur l'édition collector française : Monkey D. LuffyListe des chapitres : - Ch.849 : Grand Fropper au pays des miroirs (鏡の国のチョニキ, Kagami no kuni no Choniki) Chopper et Carrot réussissent à vaincre Brûlée et sa clique dans le monde des miroirs, tandis que Big Mom arrive dans la salle des trésors et surprend Brook et que Pedro se confronte au baron Delœuf dans les jardins du château de Whole Cake. - Ch.850 : Un rayon de lumière (一筋の光, Hitosuji no hikari) Pudding capture Reiju et elle lui révèle sa nature cruelle ainsi que le véritable plan de Big Mom : l'extermination de la famille Vinsmoke lors des noces. Cependant, Sanji finit par entendre cela derrière la fenêtre de sa chambre. - Ch.851 : Vieux mégot (シケモク, Shikemoku) Pudding libère Reiju après avoir supprimé les souvenirs de leur rencontre avec les pouvoirs de son fruit du démon, tandis que Brook combat Big Mom dans la salle des trésors. Pendant ce temps, Jinbe arrive dans la bibliothèque des prisonniers et attaque Charlotte Opéra afin de libérer Luffy et Nami. - Ch.852 : Le raté de Germa (ジェルマの失敗作, Jeruma no Shippaisaku) Luffy tente de retrouver Sanji dans le château de Whole Cake en affrontant l'équipage de Big Mom. Pendant ce temps, Sanji parle à Reiju du plan de Big Mom et elle lui révèle que ses bracelets sont des faux et que plus rien ne le retient sur l'île. - Ch.853 : Ce n'est pas ici (ここじゃねェ, Koko ja nē) Alors que Brook se retrouve capturé par Big Mom, Pedro termine son combat contre le baron Delœuf en lâchant des explosifs dans les jardins avant de s'échapper de justesse dans le monde des miroirs. Pendant ce temps, Reiju rencontre Luffy et après leur entrevue, il décide de retourner à l'endroit où il avait promis à Sanji de l'attendre. - Ch.854 : Qu'est-ce qui m'a pris ?! (何やってんだ, Nani yattenda) Jinbe et Nami se regroupent avec Chopper, Carrot et Pedro dans le monde des miroirs, alors que Big Mom et Pudding discutent du plan d'assassinat de la famille Vinsmoke. Pendant ce temps, Sanji décide de ne pas fuir et il se prépare à mourir lors mariage, mais il attaque soudainement Bobbin après que ce dernier ait tenté de manger le morceau de viande qu'il avait préparé pour Luffy et puis part vers une direction précise. - Ch.855 : Grouiiic !!! (ぐぎゅるるる！！！, Gugyurururu!!!) Après plusieurs essais, le groupe du monde des miroirs parvient à libérer Brook des griffes de Big Mom alors qu'elle dormait, et il révèle qu'il avait réussi à faire les copies des ponéglyphes de l'impératrice avant que cette dernière n'arrive dans la salle des trésors. Pendant ce temps, Sanji retrouve Luffy à l'endroit où ce dernier avait promis de l'attendre. - Ch.856 : Menteur (ウソつき, Usotsuki) Sanji donne le bento à Luffy et, après que ce dernier l'ait forcé à dire ses vrais sentiments, le cuisinier révèle qu'il veut rester dans l'équipage de Chapeau de paille et sauver sa famille de leur assassinat, auquel Luffy répond qu'il va l'aider à ruiner la cérémonie de mariage. - Ch.857 : Tour (ルーク, Rūku) Le groupe du monde des miroirs parle avec Luffy et Sanji à travers un morceau de miroir, et lorsqu'ils entendent les conditions de Sanji pour qu'il revienne sur le Thousand Sunny, Jinbe propose à Luffy une alliance avec Capone Bege car il souhaite assassiner Big Mom lors de la cérémonie. - Ch.858 : Réunion (会議, Kaigi) Le groupe de Luffy rencontre l'équipage du "Fire Tank" dans leur repaire, ainsi que César Clown, qui a été recruté par Bege, et ils commencent à discuter du plan pour assassiner Big Mom. |                  |                   |                 |                   |
| Résumé : - Arc Île Tougato (4e partie) En France, le volume est également sorti en édition collector limitée célébrant les 20 ans de la série avec une couverture dorée spéciale. |                  |                   |                 |                   |
| 86 | 4 août 2017      | 978-4-08-881198-7 | 4 avril 2018    | 978-2-344-02752-3 |
| Titre du volume : Opération régicide (四皇暗殺作戦, Yonkō Ansatsu Sakusen) Personnages en couverture : Vito, Gotti, Charlotte Chiffon, Capone Pets, César Clown, Monkey D. Luffy, Capone Bege, Charlotte Pudding et Sanji Vinsmoke Personnages en couverture sur l'édition collector française : Sanji Vinsmoke, Charlotte Linlin et Monkey D. LuffyListe des chapitres : - Ch.859 : Opération régicide (四皇暗殺作戦, Yonkō Ansatsu Sakusen) Bege révèle son plan pour assassiner Big Mom tandis que l'heure de la cérémonie approche. - Ch.860 : 10 heures, début des festivités (１０：００開宴, Jūji Kaien) Alors que l'équipage des Pirates du Soleil s'enfuit de Totto Land, les seigneurs du monde de l'ombre arrivent au château de Whole Cake. Tandis que Charlotte Dent-de-chien, l'un des trois généraux sucrés et fils cadet de Big Mom, avorte un attentat grâce à son fluide perceptif avancé, Big Mom arrive au lieu de réception de la partie de thé qui commence. - Ch.861 : La comédienne (演技派, Engi-ha) Tandis que la partie de thé bat son plein, Bege examine une dernière fois le plan d'assassinat avant d'entrer dans le lieu de réception. L'heure de la cérémonie de mariage arrive enfin et Sanji et Pudding arrivent sur les lieux de la partie de thé. - Ch.862 : Le stratège (頭脳派, Zunō-ha) Alors que le gâteau de mariage est présenté et que la famille Vinsmoke est placée à une table encerclée par la famille Charlotte, le mariage commence mais Pudding n'abat pas Sanji après ce dernier l'ait complimentée sur son troisième œil. Alors que Sanji évite l'attaque de Dent-de-chien, le chaos éclate lorsque plusieurs Luffy entrent dans le lieu de réception de la partie de thé à travers le gâteau de mariage. - Ch.863 : Le paladin (義侠派, Gikyō-ha) Tandis que le gâteau de mariage s'écroule, Luffy tente de détruire le portrait de mère Carmel mais Dent-de-chien l'en empêche. Après que Jinbe ait officiellement rompu avec l'équipage de Big Mom, Brook profite du chaos pour casser le portrait. - Ch.864 : La famille Vinsmoke menacée d'extermination (ヴィンスモーク家皆殺し計画, Vinsumōku-ka Minagoroshi Keikaku) Après avoir vu le portrait de mère Carmel brisé, Big Mom perd la raison mais elle ne craque pas, et son équipage attaque Luffy, Sanji, Jinbe et Pedro et se prépare également à exécuter la famille Vinsmoke en les tenant en joue. Alors que Dent-de-chien ordonne à Bege de tuer Luffy, il lui désobéit et Luffy s'apprête à remontrer le portrait brisé à Big Mom. - Ch.865 : Dites, Mère... (ねぇマザー, Nē Mazā) Malgré l'intervention de Dent-de-chien, Luffy réussit à remontrer le portrait brisé à Big Mom et elle se met à crier, neutralisant son équipage alors que l'alliance se protège grâce à leurs bouchons d'oreilles. Tandis que Sanji sauve sa famille et que Bege, Vito et Gotti s'apprêtent à tirer sur une Big Mom affaiblie, cette dernière commence à se souvenir de son passé. - Ch.866 : Natural Born Destroyer (NATURAL BORN DESTROYER, Nachuraru Bōn Desutoroiyā) Alors âgée de 5 ans, Linlin a été élevée par mère Carmel dans un orphelinat d'Erbaf, la "Bergerie". Cependant, lors du jeûne précédant la fête du solstice d'hiver, elle détruit le village d'Erbaf. - Ch.867 : Happy Birthday (HAPPY BIRTHDAY, Happī Bāsudē) Après l'incident d'Erbaf, la "Bergerie" a été transférée sur une autre île. Cependant, lors de la fête d'anniversaire pour les 6 ans de Linlin, mère Carmel, qui est en réalité une vendeuse d'orphelins, ainsi que les autres orphelins ont tous disparu. - Ch.868 : Les lanceurs KX (KXランチャー, Kē Ekkusu Ranchā) Big Mom se remémore le début de sa carrière de pirate alors que Bege, Vito et Gotti tirent les lanceurs KX afin de l'assassiner. Cependant, ses cris détruisent les lanceurs ainsi le miroir qui devait être été utilisé pour l'évasion de l'alliance, et l'équipage de Big Mom se rapproche de l'alliance après s'être protégé les oreilles grâce aux pouvoirs du fruit du démon de Dent-de-chien. Néanmoins, Bege se transforme en une forteresse géante. - Ch.869 : Assiégés (籠城, Rōjō) Alors que l'alliance se réfugie dans la forteresse de Bege et que les Germa 66 sauvent Nami, Chopper et Carrot après avoir retrouvé leurs Raid Suit, l'alliance se retrouve rapidement assiégée par l'équipage de Big Mom. L'impératrice retrouve alors ses esprits et attaque Bege elle-même. |                  |                   |                 |                   |
| Résumé : - Arc Île Tougato (5e partie) En France, le volume est également sorti en édition collector limitée célébrant les 20 ans de la série avec une couverture dorée spéciale. |                  |                   |                 |                   |
| 87 | 2 novembre 2017  | 978-4-08-881225-0 | 4 juillet 2018  | 978-2-344-03004-2 |
| Titre du volume : Impitoyable (甘くない, Amakunai) Personnages en couverture : Napoléon, Charlotte Linlin, Zeus, Prométhée, Pekoms, Delœuf, Charlotte Compote, Charlotte Mont d'Or, Charlotte Daifuku, Charlotte Smoothie, Streusen, Charlotte Galette, Charlotte Brûlée, Charlotte Slurp, Charlotte Dent-de-chien et Charlotte OvenListe des chapitres : - Ch.870 : Séparation (訣別, Ketsubetsu) Après que Bege ait mis en place un plan d'évasion et que Sanji ait réglé ses comptes avec Judge, César tente de fuir par les airs en portant Bege tandis que la famille Vinsmoke les protègent de l'équipage de Big Mom, mais lorsque l'impératrice s'apprête à tuer Reiju, Luffy et Sanji sortent du château et retiennent son attaque. - Ch.871 : Courage, César ! (がんばれシーザー！！, Ganbare Shīzā!!) Malgré la tentative d'évasion, l'équipage de Big Mom battent facilement Luffy et ses alliés et s'apprêtent à les mettre à mort. Cependant, le coffre Tamate tombe jusqu'à la base du château de Whole Cake et explose, ce qui provoque son effondrement. - Ch.872 : Du fondant et du moelleux (とろふわ, Toro Fuwa) Grâce à l'effondrement du château de Whole Cake, l'alliance parvient à s'échapper et se sépare une fois tirés d'affaire. Alors que l'équipage de Big Mom se relève après avoir été sauvé par Streusen, les troubles d'appétit de Big Mom se réveillent avec une envie de gâteau de mariage. - Ch.873 : Impasse pâtissière (八方塞菓子, Happō Fusagashi) Alors que Slurp ment à Big Mom afin qu'elle dirige ses troubles d'appétit sur l'équipage de Chapeau de paille et que Pudding prévoit de refaire un gâteau de mariage avec Chiffon, l'impératrice arrive devant le groupe de Luffy et se prépare à l'attaquer. - Ch.874 : Sois mon serviteur (私のしもべになりなさい, Watashi no Shimo Be Ni Narinasai) Le groupe de Luffy utilise King Baum pour fuir l'assaut de Big Mom mais Prométhée les attaque en brûlant la forêt de la tentation. Alors que Dent-de-chien arrive sur le Thousand Sunny, Pudding tente de convaincre Chiffon de l'aider à refaire un gâteau de mariage. - Ch.875 : Une femme loyale (女の仁義, Onna No Jingi) Nami manipule Zeus avec succès et l'utilise pour déclencher une énorme colonne foudroyante sur Big Mom et son équipage. Tandis que Chopper et Brook arrivent sur le Thousand Sunny qui est rempli d'ennemis, Pudding et Chiffon retrouvent le groupe de Luffy. - Ch.876 : Rencontre fortuite avec Pudding ! (プリン、偶然現る！！, Purin Gūzen Genru!!) Alors que Big Mom continue de poursuivre le groupe de Luffy, Pudding et Chiffon demandent à Sanji de venir avec elles sur l'île Cacao afin de les aider à refaire le gâteau de mariage, avec Pudding qui atlterne entre ses sentiments amoureux et meurtriers envers Sanji. - Ch.877 : Impitoyable (甘くない, Amakunai) Malgré un fier combat contre l'équipage de Big Mom, Chopper et Brook sont maîtrisés par Slurp et commencer à les transformer en sucreries. Cependant, le groupe de Luffy, toujours poursuivi par Big Mom, atteint alors le Thousand Sunny et Luffy commence à combattre Dent-de-chien, mais alors que Slurp bloque le navire avec ses sucreries, Pedro se sacrifie en se faisant sauter avec le fils aîné de Big Mom, permettant au Thousand Sunny de se libérer. - Ch.878 : Pedro le mink, chef des Guardians (ミンク族 侠客団 団長ペドロ, Minku-zoku Gādianzu Danchō Pedoro) Grâce au sacrifice de Pedro et malgré la survie de Slurp, le Thousand Sunny parvient à quitter l'île Tougato en échappant à Big Mom. Cependant, Luffy emmène Dent-de-chien dans le monde des miroirs afin de se battre en duel. - Ch.879 : Dent-de-chien, général sucré de l'équipage de Big Mom (ビッグ・マム「スイート３将星」 カタクリ, Biggu Mamu "Suīto San Shōsei" Katakuri) Le groupe du Thousand Sunny se remet de ses émotions après la mort de Pedro mais Big Mom se rapproche d'eux grâce aux pouvoirs du fruit du démon de Slurp. Dans le monde des miroirs, Dent-de-chien domine nettement Luffy dans leur duel. |                  |                   |                 |                   |
| Résumé : - Arc Île Tougato (6e partie) |                  |                   |                 |                   |
| 88 | 2 mars 2018      | 978-4-08-881362-2 | 17 octobre 2018 | 978-2-344-03005-9 |
| Titre du volume : Lionne (獅子, Shishi) Personnages en couverture : Carrot, Nami, Sanji Vinsmoke, Monkey D. Luffy, Tony-Tony Chopper, Charlotte Chiffon, Charlotte Pudding, Jinbe, Capone Bege et BrookListe des chapitres : - Ch.880 : Aucune échappatoire (退路０, Tairo Zero) Sanji, Pudding et Chiffon arrivent sur l'île Cacao afin de commencer à confectionner le gâteau de mariage tandis que le groupe du Thousand Sunny est attaqué sur plusieurs fronts et que Luffy est toujours dominé par Dent-de-chien dans le monde des miroirs. - Ch.881 : Au creux de la vague (波の部屋, Nami no Heya) Jinbe utilise ses talents de timonier pour piloter le Sunny à travers la "Green Room" de la vague crée par Big Mom, alors que Luffy continue de subir les attaques de Dent-de-chien. - Ch.882 : Ce que même un Empereur ne peut prévoir (四皇の想定外, Yonkō no Sōteigai) Dans les monde des miroirs, Luffy esquive la lance et les techniques des pouvoirs éveillés de Dent-de-chien tandis que sur les eaux de Totto Land, Big Mom se dirige en direction de l'île aux noix et qu'au royaume de Germa, les Germa 66 ont vaincu le groupe de l'équipage de Big Mom qui les avaient attaqués. - Ch.883 : Merienda (おやつの時間, Merienda) Luffy découvre le secret et le visage de Dent-de-chien lorsque ce dernier faisait sa merienda, faisant perdre la concentration du général et ce qui permet à Luffy de le frapper avec son Gear Fourth. - Ch.884 : C'est qui, lui ?! (誰だ, Dare Da) Après avoir subi plusieurs coups, Dent-de-chien reprend l'avantage contre Luffy alors que pendant ce temps, Oven arrive sur l'île Cacao et Praliné utilise ses talents de chanteuse pour attirer toutes les limaces de mer des eaux de Totto Land vers elle. - Ch.885 : Je m'appelle Brûlée !! (ブリュレだよっ！！！, Buryure Dayo!!!) Luffy utilise Brûlée pour s'échapper du monde des miroirs après l'expiration du temps imparti de son Gear Fourth mais il se retrouve au milieu du saccage de Big Mom sur l'île aux noix, tandis que sur les eaux de Totto Land, tous les navires de l'équipage de Big Mom sont à la recherche de leurs ennemis. - Ch.886 : Voilà comment ton père a choisi de vivre (生き様でちゅよ, Ikizama de Chuyo) Sanji, Pudding et Chiffon se préparent à transporter le gâteau de mariage en mer afin de l'amener à Big Mom et Oven tente de tuer Chiffon pour sa rébellion, mais elle est sauvée grâce aux interventions de Sanji et de Bege qui arrive sur les lieux. Pendant ce temps, Luffy utilise les différents miroirs de Totto Land pour s'échapper le temps que son fluide revienne. - Ch.887 : Quelque part, quelqu'un aspire à ton bonheur (どこかで誰かが君の幸せを願ってる, Dokoka de Dareka ga Rocket Mani no Shiawase o Negatteru) Sanji parvient à mettre la gâteau de mariage sur le Nostra Castello qui réussit à s'échapper de l'île Cacao, mais lorsque Oven tente de faire couler le navire avec les pouvoirs du fruit de la chaleur, Pound se sacrifie en distrayant son beau-fils. Pendant ce temps, Big Mom et sa flotte retrouvent le groupe du Thousand Sunny. - Ch.888 : Lionne (獅子, Shishi) Alors que Luffy revient dans le monde des miroirs pour combattre Dent-de-chien, l'équipage de Big Mom encercle le groupe du Thousand Sunny mais Carrot utilise sa forme Sulong pour atteindre le navire de Daifuku et casser la barre de gouvernail. - Ch.889 : Une Mamma du "domaine de l'inconnu" (未知のママ, Michi no Mama) Carrot décime une partie de la flotte de Daifuku en retournant ses pouvoirs contre lui, et alors que le groupe de Sanji est en route vers Big Mom, cette dernière attaque elle-même le groupe du Thousand Sunny en débarquant sur le navire. |                  |                   |                 |                   |
| Résumé : - Arc Île Tougato (7e partie) |                  |                   |                 |                   |
| 89 | 4 juin 2018      | 978-4-08-881496-4 | 2 janvier 2019  | 978-2-344-03358-6 |
| Titre du volume : Bad End Musical (BADEND MUSICAL, Baddoendo Myūjikaru) Personnages en couverture : Charlotte Dent-de-chien et Monkey D. LuffyListe des chapitres : - Ch.890 : Big Mom à bord (船の上のビッグ・マム, Fune no Ue no Biggu Mamu) En utilisant leurs capacités, le groupe du Thousand Sunny parvient à mettre sur pied une contre-attaque pour repousser Big Mom hors du navire et Nami parvient à capturer Zeus. - Ch.891 : Ils comptent sur moi !! (信じられてる, Shinji Rareteru) Dans le monde des miroirs, Luffy tente d'entraîner son fluide perceptif tout en esquivant tant bien que mal les attaques de Dent-de-chien, tandis que le groupe de Sanji termine le gâteau de mariage et s'approche de Big Mom. - Ch.892 : Reconnus comme de puissants adversaires (強敵認定, Kyōteki Nintei) Bege attire Big Mom avec le gâteau de mariage sur son navire, tandis que Sanji retrouve son équipage, poursuivi par Smoothie, et ils poursuivent leur route vers l'île Cacao qui est enerclée par une gigantesque armada. Dans le monde des miroirs, Luffy se fait trouer l'abdomen par Dent-de-chien. - Ch.893 : Flampée, 36e fille de la famille Charlotte (C家36女フランペ, Shārotto-ke Sanjūroku-jo Furanpe) Dans le monde des miroirs, Flampée s'immisce dans le duel entre Luffy et Dent-de-chien, lui permettant de frapper son adversaires avec de puissantes attaques. Cependant, après avoir découvert l'interférence de sa sœur, Dent-de-chien se blesse lui-même l'abdomen pour compenser et après que les deux adversaires aient attaqué Flampée et ses subordonnés avec leur fluide royal, Dent-de-chien considère Luffy comme un combattant de premier rang. - Ch.894 : Minuit cinq (0時5分, Reiji Gofun) Le temps continue de passer, alors que Big Mom se rapproche du navire de Bege et que le groupe du Thousand Sunny s'approche de l'île Cacao malgré les attaques de Smoothie. Dans le monde des miroirs, après un combat intense de plusieurs heures, Luffy décide de mettre un terme au combat en activant une nouvelle forme du Gear Fourth connue sous le nom de "Snake Man". - Ch.895 : Luffy le pirate versus Dent-de-chien le général sucré (海賊ルフィvs.将星カタクリ, Kaizoku Rufi Bāsasu Shōsei Katakuri) Avec les pouvoirs de la forme "Snake Man" du Gear Fourth, Luffy combat Dent-de-chien à armes égales et leur duel touche à sa fin lorsqu'ils lancent tous les deux leurs attaques les plus puissantes. - Ch.896 : Un dernier service (最後のお願い, Saigo no Onegai) Alors que Sanji ainsi que le groupe du Thousand Sunny arrivent à l'île Cacao, Luffy parvient à vaincre Dent-de-chien et se prépare à sortir, avec l'aide de Pekoms, du monde des miroirs alors qu'Oven et son armée l'attend derrière le seul miroir de l'île Cacao pour lui tendre une embuscade. - Ch.897 : Le plan d'évasion de Pekoms (ペコムズのカカオ島脱出作戦, Pekomuzu no Kakao shima dasshutsu sakusen) Avec l'aide de Pekoms et de Sanji, Luffy réussit à fuir l'armée d'Oven mais ils se retrouvent pris au piège avant que les Germa 66 arrivent pour leur porter secours. - Ch.898 : Je vous promets de revenir (必ず戻る, Kanarazu Modoru) La famille Vinsmoke aident Sanji et Luffy à fuir l'île Cacao et à retourner sur le Thousand Sunny. - Ch.899 : Le dernier rempart (最後の砦, Saigo no Toride) Bege dépose le gâteau de mariage sur l'île Moelleuse pour que Big Mom le mange, tandis que près des côtes de l'île Cacao, les Germa 66 et l'équipage des Pirates du Soleil aident le groupe de Luffy à échapper à l'armada de l'équipage de Big Mom. - Ch.900 : Bad End Musical (BADEND MUSICAL, Baddoendo Myūjikaru) Big Mom finit par manger le gâteau de mariage, mettant ainsi fin à ses troubles d'appétit, alors que sur l'île Cacao et près des côtes de celle-ci, son équipage parvient à prendre le dessus sur le groupe de Luffy, les Germa 66 et l'équipage des Pirates du Soleil. |                  |                   |                 |                   |
| Résumé : - Arc Île Tougato (8e partie) |                  |                   |                 |                   |
| 90 | 4 septembre 2018 | 978-4-08-881562-6 | 3 avril 2019    | 978-2-344-03359-3 |
| Titre du volume : La Terre Sainte de Marie Joie (聖地マリージョア, Seichi Marījoa) Personnages en couverture : Wapol, Shirahoshi, Nefertari Cobra, Hattori, Rob Lucci, Sabo, Jewerly Bonney, Monkey D. Luffy, Rebecca, Manshelly, Bartholomew Kuma, Léo, Nefertari Vivi, Kaloo et Monkey D. GarpListe des chapitres : - Ch.901 : Même si tu meurs, je t'interdis de mourir !! (死んでも死ぬなよ, Shindemo shinu na yo) Alors que Big Mom se met en route pour l'île Cacao après avoir retrouvé ses esprits, Jinbe part aider l'équipage des Pirates du Soleil afin de retenir l'armada de l'équipage de Big Mom occupée assez longtemps pour permettre au groupe de Luffy de s'échapper de Totto Land. - Ch.902 : End Roll (END ROLL, Endo Rōru) Tandis que Brûlée soigne les blessures de Dent-de-chien dans le monde des miroirs, le groupe de Luffy réussit à sortir des eaux de Totto Land alors que Big Mom rejoint la bataille contre les Germa 66 et l'équipage des Pirates du Soleil. - Ch.903 : Le cinquième Empereur (５番目の皇帝, Gobanme no Kōtei) Alors que la Rêverie approche, le monde entier découvre les actions de Luffy sur Totto Land, sa nouvelle prime d'un milliard et 500 millions de berrys et sa nouvelle notoriété qui est maintenant égale à celle des Quatre Empereurs. Pendant ce temps, Kobby et Hermep protègent les navires des royaumes de Dressrosa et de Prodence qui sont en route pour Marie Joie. - Ch.904 : Entrée en scène des commandants de troupe de l'Armée révolutionnaire (革命軍全軍隊長登場, Kakumeigun Zenguntaichō Tōjō) Deux jours avant le début de la Rêverie, les quatre commandants de troupe de l'Armée révolutionnaire sauvent l'île de Rourucia de Barbe Rose alors qu'ils s'apprêtent à rencontrer Dragon au sujet de leur future déclaration de guerre. - Ch.905 : Un monde merveilleux (美しい世界, Utsukushī Sekai) Fujitora arrive à Marie Joie juste au moment où les familles royales commencent à arriver pour la Rêverie. - Ch.906 : La Terre Sainte de Marie Joie (聖地マリージョア, Seichi Marījoa) Plusieurs familles royales que Luffy a aidé dans le passé se rencontrent et commencent à parler de lui. Pendant ce temps, une certaine personne va voir un chapeau de paille qui est gardé dans une chambre froide de Marie Joie. - Ch.907 : Le trône vide (虚の玉座, Utsuro no Gyokuza) Au château de Pangée de Marie Joie, Stelly va voir le trône vacant tandis qu'à l'extérieur, Charloss tente de kidnapper Shirahoshi avec l'aide du CP-0 avant d'être arrêté par Myosgard. Pendant ce temps, Big Mom prend contact avec Kaido au sujet de Luffy alors que Shanks se rend dans la salle du pouvoir du château de Pangée pour parler avec le conseil des cinq doyens. - Ch.908 : Ouverture de la Rêverie (世界会議開幕, Reverī Kaimaku) Jewelry Bonney et l'Armée révolutionnaire s'infiltrent dans la terre des dieux de Marie Joie, où ils découvrent que Bartholomew Kuma est utilisé comme esclave par Roswald. Au même moment, la Rêverie commence et les souverains se réunissent autour d'une même table. Pendant ce temps, les cinq doyens parlent de la nécessité de faire le ménage alors qu'ils se dirigent vers le trône vacant sur lequel est assis Imu, puis se mettent à genoux devant lui. - Ch.909 : Seppuku (切腹, Seppuku) Marco décline l'offre de Chavipère de rejoindre le combat contre Kaido. Pendant ce temps, au pays des Wa, Zoro se retrouve en état d'arrestation pour assassinat mais alors qu'il est censé se faire seppuku, il abat le commissaire qui est le vrai tueur. - Ch.910 : En route pour le pays des Wa (いざワノ国へ, Iza Wano Kuni e) Le groupe de Luffy arrive au pays des Wa, mais Luffy est séparé de ses compagnons après que le Thousand Sunny ait été pris dans un tourbillon et il se retrouve seul sur une plage du pays des Wa. |                  |                   |                 |                   |
| Résumé : - Arc Île Tougato (9e partie) - Arc Rêverie - Arc Pays des Wa (1re partie) |                  |                   |                 |                   |

### Tomes 91 à 100
| no | Japonais          | Japonais          | Français          | Français          |
| no | Date de sortie    | ISBN              | Date de sortie    | ISBN              |
| --- | ----------------- | ----------------- | ----------------- | ----------------- |
| 91 | 4 décembre 2018   | 978-4-08-881644-9 | 3 juillet 2019    | 978-2-344-03710-2 |
| Titre du volume : Aventure au pays des samouraïs (侍の国の冒険, Samurai no Kuni no Bōken) Personnages en couverture : Tony-Tony Chopper, Franky, Brook, Usopp, Sanji Vinsmoke, Monkey D. Luffy, Nami, Roronoa Zoro, Tama et Nico RobinListe des chapitres : - Ch.911 : Aventure au pays des samouraïs (侍の国の冒険, Samurai no Kuni no Bōken) Luffy sauve une jeune fille nommée Tama de l'équipage des cent bêtes et il rencontre son maître, Hitetsu Tenguyama. Cependant, Tama tombe malade en buvant de l'eau polluée. - Ch.912 : Le village d'Amigasa (編笠村, Amigasa-mura) Luffy acquiert l'épée maudite de Hitetsu, le deuxième Kitetsu, et il emmène Tama au village le plus proche pour la soigner. Il retrouve Zoro en chemin, mais ils sont confrontés à Basil Hawkins, une vedette de l'équipage des cent bêtes. - Ch.913 : La gratitude de Tsuru (鶴の恩返し, Tsuru no Ongaeshi) Après un bref combat, Luffy, Zoro et Tama s'échappent. Tsuru, une femme que Zoro avait sauvée plus tôt, propose de rembourser sa dette en soignant Tama. - Ch.914 : Le village des restes (おこぼれ町, Okobore-chō) Tama est guérie, mais elle est ensuite kidnappée par deux Gifters. Luffy et Zoro partent la sauver et ils sont rejoints par une femme nommée Kiku qui prétend être un samouraï. - Ch.915 : Bakura (博羅町, Bakura-chō) Luffy, Zoro et Kiku se rendent à la ville de Bakura, où vit le yokozuna Urashima. Ce dernier tente d'épouser Kiku, mais elle répond en lui coupant le chignon. - Ch.916 : Combat de sumo au pays des Wa (ワノ国大相撲, Wano Kuni Ōzumō) Luffy défie Urashima dans un combat de sumo et il l'emporte. Cependant, il détruit accidentellement la maison de la vedette Holdem, qui retient Tama en otage. - Ch.917 : L'arche d'abondance (食糧宝船, Shokuryō Takarabune) Luffy, Zoro et Kiku combattent l'équipage des cent bêtes dans la ville de Bakura, puis Luffy libère Tama en battant Holdem. - Ch.918 : La gratitude de Luffytaro (ルフィ太郎の恩返し, Rufitarō no Ongaeshi) Law combat brièvement avec Hawkins avant de retrouver Luffy et Zoro, qui s'échappent avec Kiku, Tama et l'arche d'abondance qu'ils apportent au village des restes. - Ch.919 : Les ruines du château d'Oden (おでん城跡, Oden-jō Ato) Law amène Luffy jusqu'aux ruines du château d'Oden, où il retrouve Kinémon, Momonosuké ainsi que la partie de son équipage avec laquelle il s'était séparé avant de débarquer au pays des Wa. Kinémon fait une révélation fracassante en racontant que son groupe de samouraïs avait voyagé 20 ans dans le futur. - Ch.920 : Tout le monde aime Oden (おでんが好き, Oden ga Suki) Kinémon parle de la vie du père de Momonosuke, Oden Kozuki, et de la façon dont il a été assassiné 20 années auparavant. Pour venger Oden, Kinémon prévoit que l'alliance ninja-pirate-mink-samouraï fera une attaque surprise sur l'île de Kaido, Onigashima, dans deux semaines. - Ch.921 : Shutenmaru (酒天丸, Shutenmaru) Kinémon confie à l'équipage de Chapeau de paille différentes tâches afin de recruter les alliés du clan Kozuki dans tout le pays des Wa. Pendant ce temps, Jack affronte un voleur nommé Shutenmaru, mais leur combat est interrompu lorsque Kaido, transformé en dragon, arrive dans le ciel de la région de Kuri pour ordonner à Jack de lui ramener Luffy et Law. |                   |                   |                   |                   |
| Résumé : - Arc Pays des Wa (2e partie) |                   |                   |                   |                   |
| 92 | 4 mars 2019       | 978-4-08-881758-3 | 16 octobre 2019   | 978-2-344-03881-9 |
| Titre du volume : La grande courtisane Komurasaki (花魁小紫登場, Oiran Komurasaki Tōjō) Personnages en couverture : Kaido, Hiyori Kozuki, Toko, Eustass Kidd, Monkey D. Luffy, Roronoa Zoro, Usopp, Franky et Nico RobinListe des chapitres : - Ch.922 : Kaido, commandant en chef de l'équipage des cent bêtes (百獣海賊団総督 カイドウ, Hyakujū Kaizokudan Sōtoku Kaidō) Kaido, ivre, tente de retrouver Luffy et Law et il détruit les ruines du château d'Oden avant d'être attaqué par Luffy. - Ch.923 : Kaido l'empereur VS Luffy (四皇カイドウVSバーサスルフィ, Yonkō Kaidō Bāsasu Rufi) Après avoir découvert que Kaido a attaqué Tama avant d'arriver au village des restes, Luffy attaque l'Empereur avec ses attaques les plus puissantes mais il est vaincu par ce dernier en un seul coup de massue. - Ch.924 : Koâââ ?! (は, Ha) Tout le pays des Wa apprend la défaite de Luffy à Kuri alors que ce dernier est emmené dans la carrière aux prisonniers de la région d'Udon. - Ch.925 : Un temps perdu (ブランク, Buranku) Gecko Moria envahit l'île de Barbe Noire, la "Ruche", mais il découvre que l'équipage de Barbe Noire a tué Absalom et que Shiliew s'est emparé des pouvoirs de son fruit du démon. Au pays des Wa, Kinémon trouve Shutenmaru, dont le nom réel est Ashura Doji, qui a autrefois servi sous les ordres d'Oden, mais il refuse d'aider à nouveau le clan Kozuki. - Ch.926 : La carrière aux prisonniers (囚人採掘場, Shūjin Saikutsujō) L'équipage de Chapeau de paille effectue les tâches de recrutement des alliés et d'espionnage dans la capitale des fleurs. Pendant ce temps, dans la région d'Udon, Luffy et Eustass Kidd deviennent les stars des prisonniers. - Ch.927 : O-Toko l'apprentie (禿のおトコ, Kamuro no O-Toko) Sanji installe une échoppe de soba dans la capitale des fleurs et il bat, avec l'aide de Franky, les yakuzas de la bande à Kyoshiro qui le menaçait. - Ch.928 : La grande courtisane Komurasaki (花魁小紫登場, Oiran Komurasaki Tōjō) La grande courtisane Komurasaki se rend au banquet du shogun Orochi et en chemin, elle est brièvement confrontée à des hommes qu'elle a escroqués. - Ch.929 : Orochi Kurozumi, shogun du pays des Wa (ワノ国将軍 黒炭オロチ, Wano Kuni Shōgun - Kurozumi Orochi) Franky cherche les plans du château de Kaido. Pendant ce temps, Orochi rencontre le CP-0 et il exige qu'ils lui donnent Végapunk s'ils veulent continuer le marché des armes du pays des Wa. - Ch.930 : Le village d'Ebisu (えびす町, Ebisu-chō) L'équipage de Big Mom tente d'entrer au pays des Wa afin de tuer Luffy, mais ils sont repoussés par la superstar King de l'équipage des cent bêtes, faisant tomber Big Mom dans la mer. Pendant ce temps, le Tobi Roppo Page One affronte Sanji en représailles de son combat contre la bande à Kyoshiro. - Ch.931 : O-Soba Mask (おそばマスク, O-Soba Masuku) Sanji enfile sa Raid Suit pour combattre Page One. Pendant ce temps, Robin est démasquée par les espions d'Orochi alors qu'elle cherchait des informations dans son château, et Chopper découvre que Big Mom a échoué sur la plage de Kuri et qu'elle est devenue amnésique. |                   |                   |                   |                   |
| Résumé : - Arc Pays des Wa (3e partie) |                   |                   |                   |                   |
| 93 | 4 juillet 2019    | 978-4-08-881877-1 | 2 janvier 2020    | 978-2-344-04145-1 |
| Titre du volume : La coqueluche du village d'Ebisu (えびす町の人気者, Ebisu-chō no Ninkimono) Personnages en couverture : Queen, Monkey D. Luffy, Hyogoro, Yasuie Shimotsuki, Roronoa Zoro, Toko, Hiyori Kozuki et Sanji VinsmokeListe des chapitres : - Ch.932 : Le shogun et la grande courtisane (将軍と花魁, Shōgun to Oiran) Le chaos éclate au château d'Orochi lorsque Komurasaki donne une claque à Orochi pour avoir tenté de tuer son apprentie Toko après qu'elle s'est moquée de lui. - Ch.933 : La compassion du guerrier (武士の情け, Bushi no Nasake) Komurasaki est tranchée par le changeur du clan Kurozumi, Kyoshiro, et Nami et Brook interviennent pour aider Robin et Toko à échapper à Orochi et ses espions. - Ch.934 : Hyogoro de la fleur (花のヒョウ五郎, Hana no Hyōgorō) Chopper, Momonosuké, Tama et Kiku décident d'aller dans la région d'Udon avec Big Mom. Le groupe de Nami se réfugit dans la région de Ringo et Kanjuro leur parle de l'ancien chef des yakuzas qui avait pour nom Hyogoro. Ce dernier est désormais retenu prisonnier dans la région d'Udon sous le nom de papi Hyo, mais lorsqu'il est attaqué par Trouduc, Luffy le défend en attaquant la vedette. - Ch.935 : Queen (クイーン, Kuīn) Raizo vole la clé des menottes de Luffy, mais la superstar Queen de l'équipage des cent bêtes arrive à la carrière aux prisonniers et Luffy et Hyogoro sont amenés devant lui pour être condamnés à mort. - Ch.936 : Le Sumo Inferno (大相撲インフェルノ, Ōzumō Inferuno) Luffy et Hyogoro sont placés sur une arène et ils doivent combattre les subordonnés de Queen jusqu'à ce que mort s'ensuive. Pendant ce temps, Sanji utilise sa Raid Suit pour espionner Nami, Robin et Shinobu dans les bains publics, mais ils doivent s'échapper lorsque Drake et Hawkins les attaquent. - Ch.937 : Gyukimaru du pont des détrousseurs (おいはぎ橋の牛鬼丸, Oihagi-bashi no Gyūkimaru) Un moine soldat nommé Gyukimaru vole Shusui afin de le ramener sur la tombe de Ryuma. Zoro le combat sur le pont des détrousseurs dans la région de Ringo pour le récupérer, mais Komurasaki et Toko arrivent sur les lieux, poursuivies par l'assassin Kamazo. Zoro se bat alors contre ce dernier et il parvient à le vaincre. - Ch.938 : Le secret d'une femme (女の秘密, On'na no Himitsu) Les sbires d'Orochi et de Kaido découvrent la signification du message secret du clan Kozuki et ils arrêtent toutes les personnes avec un tatouage sous forme de croissant de lune sur la cheville. Shinobu accuse les hommes capturés de Law d'avoir divulgué les informations, ce qui a amené Law à se disputer avec elle. Pendant ce temps, dans la région de Ringo, Komurasaki soigne les blessures de Zoro et elle révèle être la sœur de Momonosuké, Hiyori Kozuki. - Ch.939 : Guerrier un jour, guerrier toujours (老いたる豹は路を忘れず, Oitaru Hyō wa Michi o Wasurezu) Dans la carrière aux prisonniers de la région d'Udon, Luffy tente d'apprendre à projeter le fluide offensif depuis sa paume. Il échoue mais Hyogoro attaque Alpagaman et il révèle qu'il sait comment l'utiliser. - Ch.940 : L'étincelle de l'insurrection (反逆の火種, Hangyaku no Hidane) Tonoyasu, un habitant du village d'Ebisu, promet d'apporter son aide dans l'optique de la bataille finale. Pendant ce temps, à Udon, le Sumo Inferno est arrêté pour la nuit et Hyogoro retrouve Raizo, lui révélant que des dizaines de milliers de rebelles sont détenus dans la carrière aux prisonniers. - Ch.941 : La coqueluche du village d'Ebisu (えびす町の人気者, Ebisu-chō no Ninkimono) Tonoyasu est capturé et il est révélé qu'il se nomme en réalité Yasuie et que c'est l'ancien seigneur de la région de Hakumai. Orochi le fait crucifier et Toko court jusqu'à la capitale des fleurs pour sauver son père. - Ch.942 : Yasuie Shimotsuki, seigneur de la région de Hakumai (“白舞大名”霜月康イエ, "Hakumai Daimyō" Shimotsuki Yasuie) Yasuie trompe les sbires d'Orochi en leur faisant croire que le message qui circulait et qui appelait les alliés du clan Kozuki aux armes était une blague, avant qu'il ne soit tué par balles par Orochi et ses hommes. |                   |                   |                   |                   |
| Résumé : - Arc Pays des Wa (4e partie) |                   |                   |                   |                   |
| 94 | 4 octobre 2019    | 978-4-08-882054-5 | 27 mai 2020       | 978-2-344-04263-2 |
| Titre du volume : Le rêve des guerriers (兵どもが夢, Tsuwamono-domo ga Yume) Personnages en couverture : Kaido, Charlotte Linlin, Tony-Tony Chopper, Raizo, Hyogoro, Monkey D. Luffy, Kikunojo, Momonosuké, Kawamatsu et TamaListe des chapitres : - Ch.943 : Les "SMILES" (SMILE, Sumairu) Toko et les habitants du village d'Ebisu rient de la mort de Yasuie, et Hiyori explique à Zoro que cela est dû au fait qu'Orochi leur a donné des "SMILES" défectueux qui les obligent à toujours rire quelles que soient leurs émotions. - Ch.944 : Camarade (相棒, Aibō) Les membres de l'équipage de Chapeau de paille combattent les sbires d'Orochi pour protéger Toko et le corps de Yasuie. Pendant ce temps, Kidd et Kamazo sont capturés et amenés à la carrière aux prisonniers, et Kamazo se révèle être Killer, le combattant de l'équipage de Kidd. - Ch.945 : O-Lin (おリン, O-Rin) Big Mom fait irruption dans la carrière aux prisonniers afin de manger du shiruko, et lorsque Queen se dresse sur son chemin, elle l'attaque brutalement. - Ch.946 : Queen VS O-Lin (クイーンVSおリン, Kuīn Bāsasu O-Rin) Big Mom bat Queen et elle découvre que Luffy a mangé tout le shiruko, ce qui pousse à l'attaquer mais cela permet au jeune pirate et à Hyogoro d'être libérés de l'arène. - Ch.947 : Le pari de Queen (クイーンの賭け, Kuīn no Kake) Queen fait recouvrer par inadvertance la mémoire de Big Mom mais elle s'endort, ce qui l'oblige à quitter la région d'Udon pour l'emmener à Onigashima. - Ch.948 : Kawamatsu le kappa entre en scène (〝河童の河松〟登場, 'Kappa no Kawamatsu' Tōjō) Raizo libère le fourreau rouge Kawamatsu de sa cellule et ce dernier rejoint Luffy, Hyogoro, Chopper, Raizo et Kiku dans la rébellion pour faire tomber la région d'Udon sous leur contrôle. - Ch.949 : Momie (ミイラ, Miira) Luffy parvient à convaincre ses codétenus de se rebeller contre l'équipage des cent bêtes, ce qui leur permet de prendre le contrôle de la région d'Udon. - Ch.950 : Le rêve des guerriers (兵どもが夢, Tsuwamono-domo ga Yume) Ashura Doji montre à Kinémon et Caborage le cimetière des samouraïs qui ont attaqué Kaido 10 ans avant leur retour, puis en souvenir d'Oden, il décide de rejoindre le clan Kozuki et d'attaquer Onigashima la nuit du festival du feu. Pendant ce temps, à la capitale des fleurs, Hawkins et Drake capturent Law. - Ch.951 : Rampage (RAMPAGE, Ranpeiji) Les sbires d'Orochi affichent des avis de recherche de l'équipage de Chapeau de paille et de leurs alliés à travers le pays des Wa. Pendant ce temps, Ashura montre les navires à Kinémon et Caborage qui vont emmener leurs alliés jusqu'à Onigashima, où en ce moment, Kaido affronte Big Mom. - Ch.952 : Hiyori et Kawamatsu (日和と河松, Hiyori to Kawamatsu) Raizo rapporte la prise de contrôle de la région d'Udon à Kinémon, et Luffy rencontre les chefs yakuzas des différentes régions du pays des Wa. Pendant ce temps, dans la région de Ringo, Zoro et Hiyori retournent reprendre Shusui à Gyukimaru, et ils rencontrent Kawamatsu en chemin. - Ch.953 : L'habit ne fait pas le moine (一度狐, Ichido Gitsune) Kawamatsu révèle que quelques années plus tôt, il avait collecté et stocké des centaines d'épées dans la région de Ringo pour ses alliés lors de la bataille finale en compagnie d'un renard nommé Onimaru . À son insu et à celui de Zoro, Gyukimaru est en réalité Onimaru transformé en moine soldat. |                   |                   |                   |                   |
| Résumé : - Arc Pays des Wa (5e partie) |                   |                   |                   |                   |
| 95 | 28 décembre 2019  | 978-4-08-882169-6 | 1er juillet 2020  | 978-2-344-04330-1 |
| Titre du volume : L'aventure d'Oden (おでんの冒険, Oden no Bōken) Personnages en couverture : Charlotte Linlin, Brook, Shanks, Kaido, Monkey D. Luffy, Tony-Tony Chopper et Marshall D. TeachListe des chapitres : - Ch.954 : Un dragon encore plus puissant (龍に翼を得たる如し, Ryū ni Tsubasa o Etaru Gotoshi) À l'approche du festival du feu et du combat contre Kaido, l'alliance ninja-pirate-mink-samouraï discute des derniers préparatifs avant d'attaquer Onigashima. Cependant, l'équipage des cent bêtes augmente ses forces en présence, avec l'arrivée des Numbers et sa nouvelle alliance avec l'équipage de Big Mom. - Ch.955 : Enma (閻魔, Enma) En vue de la guerre qui approche à grands pas, Luffy s'entraîne avec le fluide offensif avancé tandis que Zoro fait de même avec son nouveau sabre, Enma. La veille du festival du feu, les fourreaux rouges, Momonosuké et Shinobu partent à la rencontre de leurs alliés au port de rendez-vous, tandis qu'Orochi est informé des actions de l'alliance ninja-pirate-mink-samouraï. - Ch.956 : Big News (ビッグニュース, Biggu Nyūsu) Après la fin de la Rêverie, les familles royales retournent dans leur royaume et le monde est informé de l'abolition de l'ordre des sept grands corsaires. Pendant ce temps, X-Drake, qui est en réalité le commandant du "Sword", une unité d'élite secrète de la Marine, partage avec Kobby des informations concernant les événements se déroulant au pays des Wa. - Ch.957 : Ultimate (ULTIMATE, Arutimetto) Avec l'abolition de l'ordre des sept grands corsaires et l'alliance entre Kaido et Big Mom, deux des Quatre Empereurs, les soldats de la Marine discutent de l'avenir et Sengoku explique aux jeunes soldats l'histoire de l'équipage de Rocks. - Ch.958 : Notre port de rendez-vous (約束の港, Yakusoku no Minato) Le jour du festival du feu est arrivé, et Orochi rejoint Kaido sur Onigashima pour le banquet, tandis que la capitale des fleurs célèbre l'événement. Pendant ce temps, le groupe de Kinémon découvre que leur plan ne se déroule pas comme ils l'espéraient car leurs alliés se sont pas au port de rendez-vous. - Ch.959 : Samouraïs (侍, Samurai) Alors que la contre-attaque d'Orochi est révélée, le groupe de Kinémon décide de se rendre sur Onigashima seuls avec une barque, même en sachant qu'il s'agit d'une mission suicide, car ils sont déterminés à venger Oden Kozuki et à réaliser son souhait. - Ch.960 : Oden Kozuki entre en scène (光月おでん登場, Kōzuki Oden Tōjō) 41 ans plus tôt, Oden Kozuki est reconnu comme étant un trublion dans la capitale des fleurs. Le jeune Kinémon essaie de gagner de l'argent et il rencontre Denjiro et Oden lorsqu'un animal géant attaque la capitale des fleurs. - Ch.961 : L'incident du dieu de la montagne (山の神事件, Yama no Kami Jiken) Oden combat et vainc le dieu de la montagne et il libère les victimes, gagnant le respect et l'admiration de Kinémon et de Denjiro, mais étant désavoué par son père, le shogun du pays des Wa, il est exclu de la capitale des fleurs. - Ch.962 : Un seigneur et ses vassaux (大名と家臣, Daimyō to Kashin) En voyageant à travers le pays des Wa, Oden acquiert de nouveaux "serviteurs", à savoir Izo, Kikunojo, Kanjuro et Raizo, et il finit par se retrouver dans la région sans foi ni loi de Kuri, où il décide de s'installer et d'aider ses habitants, ce qui lui vaut le titre de seigneur de la région de Kuri et l'approbation de son père. 6 ans plus tard, deux étranges créatures sont trouvées par Kawamatsu sur la plage. - Ch.963 : Et ils devinrent samouraïs (侍になる, Samurai ni naru) Après avoir recruté Kawamatsu, Caborage et Chavipère dans leurs rangs, les vassaux d'Oden décident de voler de l'argent au seigneur de la région de Hakumai, Yasuie Shimotsuki, qui, bien que les ayant attrapés, leur donne de l'argent et des conseils sur la façon de bien servir Oden comme vassal. 3 ans plus tard, le Moby Dick et l'équipage de Barbe Blanche s'échouent sur la plage de la région de Kuri, et Oden se précipite sur Barbe Blanche pour lui demander de rejoindre son équipage. - Ch.964 : L'aventure d'Oden (おでんの冒険, Oden no Bōken) Malgré leur refus, Oden est déterminé à partir avec l'équipage de Barbe Blanche et, après s'être accroché à la poupe du navire, il est soumis à un test pour montrer son dévouement. Seulement, juste avant de réussir le test, Oden part sur une île pour aider une femme en détresse, se révélant être Toki Amatsuki, puis il est officiellement recruté dans l'équipage de Barbe Blanche. Après plusieurs aventures avec son nouvel équipage, Oden est devenu tristement célèbre et il suscite l'intérêt de Gol D. Roger. |                   |                   |                   |                   |
| Résumé : - Arc Pays des Wa (6e partie) |                   |                   |                   |                   |
| 96 | 3 avril 2020      | 978-4-08-882252-5 | 7 octobre 2020    | 978-2-344-04469-8 |
| Titre du volume : Bouillir, tel est le propre du Oden (煮えてなんぼのおでんに候, Niete Nanbo no Oden ni Sōrō) Personnages en couverture : Marco, Edward Newgate, Gol D. Roger, Silvers Rayleigh, Oden Kozuki, Joz, Marshall D. Teach, Baggy, Shanks et Monkey D. LuffyListe des chapitres : - Ch.965 : Le complot du clan Kurozumi (黒炭家の陰謀, Kurozumi-ke no Inbō) Sur le Moby Dick, Oden et Toki tombent amoureux et ils fondent une famille durant les années qui suivent. Cependant, au pays des Wa, Orochi profite de l'absence d'Oden pour fomenter un plan visant à prendre la place de shogun. - Ch.966 : Roger et Barbe Blanche (ロジャーと白ひげ, Rojā to Shirohige) L'équipage de Barbe Blanche rencontrent et combattent l'équipage de Roger, et après 3 jours de combat, Oden décide d'accompagner Roger pour l'aider à trouver la dernière île du Nouveau Monde. - Ch.967 : L'aventure de Roger (ロジャーの冒険, Rojā no Bōken) Après avoir trouvé les Road Ponéglyphes, Oden et l'équipage de Roger atteignent la dernière île du Nouveau Monde, où Roger trouve un trésor laissé par un certain Joy Boy, dont l'histoire le fait rire et l'amène à nommer l'île "Laugh Tale". - Ch.968 : Le retour d'Oden (おでんの帰還, Oden no Kikan) Roger dissout son équipage et Oden rentre au pays des Wa. Là-bas, il découvre que son père est entre-temps décédé mais aussi qu'Orochi est devenu shogun, et qu'il avait tenté de tuer Momonosuké via ses sbires, ce qui le pousse à aller attaquer Orochi à la capitale des fleurs. - Ch.969 : Sire bouffon (バカ殿, Bakatono) À cause des pouvoirs des fruits du démon du clan Kurozumi, Oden est incapable de tuer Orochi et il se retrouve obligé de danser nu dans la rue chaque semaine. 5 ans plus tard, après qu'Orochi révèle qu'il ne compte pas respecter une certaine promesse et qu'il s'en est pris à Hyogoro, Oden et ses vassaux décident d'aller combattre Kaido. - Ch.970 : Oden VS Kaido (おでんVSカイドウ, Oden Bāsasu Kaidō) Le clan Kozuki et l'équipage des cent bêtes s'engagent dans une bataille sans merci, mais Kaido finit par vaincre Oden. Ce dernier ainsi que les neuf fourreaux rouges sont ensuite condamnés à mort. - Ch.971 : Mise à mort par ébouillantage (釜茹での刑, Kamayude no Kei) Oden et ses vassaux sont condamnés à être ébouillantés vivants, mais Oden passe un accord pour qu'ils soient tous libérés s'ils survivent pendant une heure. Ainsi, après être entré en premier dans le chaudon, il soulève une planche, sur laquelle se tiennent ses neuf vassaux, au-dessus de sa tête tout en se tenant debout dans l'huile bouillante. - Ch.972 : Bouillir, tel est le propre du Oden (煮えてなんぼのおでんに候, Niete Nanbo no Oden ni Sōrō) Oden survit pendant une l'heure mais Orochi revient sur le marché à la dernière minute. Oden jette la planche contenant ses vassaux hors du chaudron, leur permettant de s'échapper, avant que Kaido ne lui tire dessus et ne le tue, faisant disparaître le corps d'Oden dans l'huile bouillante. - Ch.973 : La lignée Kozuki (光月の一族, Kōzuki no Ichizoku) Les neuf fourreaux rouges courent jusqu'au château d'Oden pour sauver la famille Kozuki de l'équipage des cent bêtes, puis une fois sur place, Toki envoie Momonosuké et le groupe de Kinémon dans le futur. Après que le château d'Oden ait brûlé et que Toki ait trouvé la mort, l'apparence de Denjiro change lorsqu'il est consumé par la rage, et il décide de devenir le chef d'une bande de yakuzas, en se faisant appeler Kyoshiro pour se rapprocher d'Orochi et de sa garde, afin de préparer la bataille finale et pour protéger Hiyori. - Ch.974 : En route pour l'île d'Onigashima (鬼ヶ島へ!!, Onigashima e!!) De retour dans le présent, les neuf fourreaux rouges sont confrontés à une flotte de l'équipage des cent bêtes et Kanjuro révèle qu'il est l'espion qui fournissait toutes les informations sur le clan Kozuki à Orochi. Cependant, Luffy, Law et Kid viennent à la rescousse des samouraïs à temps. |                   |                   |                   |                   |
| Résumé : - Arc Pays des Wa (7e partie) |                   |                   |                   |                   |
| 97 | 16 septembre 2020 | 978-4-08-882347-8 | 6 janvier 2021    | 978-2-344-04638-8 |
| Titre du volume : Ma bible (僕の聖書, Boku no Baiburu) Personnages en couverture : Sasaki, Black Maria, Ulti, X-Drake, Page One, Who's Who, Trafalgar Law, Eustass Kidd et Monkey D. LuffyListe des chapitres : - Ch.975 : Le plan de Kinémon (錦えもんの一計, Kin'emon no Ikkei) Le reste de l'alliance ninja-pirate-mink-samouraï rejoint les neuf fourreaux rouges au port de Tokage après avoir réussi à déjouer les plans de Kanjuro et d'Orochi en raison d'une erreur sur le stratagème planifié par Kinémon. - Ch.976 : Permettez-moi de me présenter !! (お控えなすって!!!, Ohikaenasutte!!!) Kanjuro vole en direction d'Onigashima avec Momonosuké et Jinbe arrive au pays des Wa afin de rejoindre définitivement l'équipage de Chapeau de paille. - Ch.977 : Stop ! (宴はやめだ, Utage wa Yameda) L'alliance ninja-pirate-mink-samouraï arrive à proximité d'Onigashima et ils commencent leur infiltration. - Ch.978 : Les Tobi Roppo entrent en scène (飛び六胞登場, Tobiroppō Tōjō) Alors que l'alliance ninja-pirate-mink-samouraï commence à progresser sur l'île, les Tobi Roppo de l'équipage des cent bêtes sont réunis afin d'avoir une entrevue avec Kaido. - Ch.979 : Problème familial (家族問題, Kazoku Mondai) Kaido demande aux Tobi Roppo de retrouver son fils, Yamato. - Ch.980 : Musique de combat (戦う音楽, Tatakau Myūjikku) Luffy et Zoro se font remarquer dans le château de Kaido et ils sont attaqués par Scratchmen Apoo. - Ch.981 : Renforts (参戦, Sansen) Luffy, Zoro, Kidd et Killer, désormais démasqués, se battent contre l'équipage des cent bêtes. L'équipage de Big Mom tente à nouveau de rejoindre le pays des Wa, mais ils sont repoussés par Marco alors qu'il se dirige vers Onigashima avec Chavipère, Izo et les Guardians. - Ch.982 : Le choc des insolents (無礼者 meets 無礼者, Burei-sha mītsu Burei-sha) Kanjuro amène Momonosuké jusqu'à Orochi et Kaido, tandis qu'une partie de l'alliance ninja-pirate-mink-samouraï est attaquée par Big Mom. - Ch.983 : Tonnerre (雷鳴, Raimei) Luffy rencontre deux Tobi Roppo de l'équipage des cent bêtes, Ulti et Page One, et il se bat contre eux. Cependant, Yamato intervient dans le combat et s'enfuit avec Luffy afin de lui parler. - Ch.984 : Ma bible (僕の聖書, Boku no Baiburu) Kaido interrompt l'exécution de Momonosuké pour annoncer son projet de la "nouvelle Onigashima". Pendant ce temps, Luffy découvre la véritable apparence et les objectifs de Yamato. |                   |                   |                   |                   |
| Résumé : - Arc Pays des Wa (8e partie) |                   |                   |                   |                   |
| 98 | 4 février 2021    | 978-4-08-882423-9 | 19 mai 2021       | 978-2-344-04756-9 |
| Titre du volume : Les neuf rônins (忠臣錦, Chūshin Nishiki) Personnages en couverture : Chavipère, Caborage, Raizo, Izo, Yamato, Monkey D. Luffy, Ashura Doji, Kawamatsu, Kinémon, Denjiro et KikunojoListe des chapitres : - Ch.985 : Le projet de la "nouvelle Onigashima" (新鬼ヶ島計画, Shin Onigashima Keikaku) Les neuf fourreaux rouges affrontent Kanjuro tandis que Kaido trahit Orochi en le décapitant et qu'il révèle le projet, à lui et à Big Mom, qui consiste à transformer le pays des Wa et à prendre le contrôle du monde entier. - Ch.986 : Je m'appelle (拙者の名前, Sessha no Namae) Face à son exécution imminente des mains de Kaido, Momonosuké trouve le courage de proclamer qu'il est le fils d'Oden devant tout l'espace de concert. Après leur victoire sur Kanjuro, les neuf fourreaux rouges arrivent devant Kaido et ils se lancent dans une attaque commune. - Ch.987 : Les neuf rônins (忠臣錦, Chūshin Nishiki) Les neuf fourreaux rouges transpercent avec succès la peau de Kaido en utilisant le même niveau de "courant" qu'Oden. Après s'être relevé, Kaido ainsi que les neuf fourreaux rouges décident de poursuivre leur combat sur le dôme d'Onigashima. - Ch.988 : Désolé pour l'attente (待たせたな, Matasetana) Les membres de la tribu des minks rejoignent les neuf fourreaux rouges sur le dôme et ils activent leurs formes Sulong pour affronter les sbires de Kaido et de Jack. Dans l'espace de concert, Sanji sauve Momonosuké mais il se retrouve obligé d'affronter King tandis que les autres membres de l'équipage de Chapeau de paille font face à une Big Mom enragée. - Ch.989 : Je n'ai pas l'impression qu'on va perdre (負ける気がしねえ, Makeru Ki ga Shinē) Après avoir éjecté Big Mom en dehors de l'espace de concert, l'équipage de Chapeau de paille se réunit au grand complet contre King, Queen et les Numbers et ils décident, avec les samouraïs, de créer un chemin pour Luffy afin qu'il atteigne le dessus du dôme. - Ch.990 : Un soldat isolé (孤軍, Kogun) Queen et Who's Who démasquent X-Drake qui est un espion infiltré dans l'équipage des cent bêtes, ce qui le force à rejoindre l'alliance ninja-pirate-mink-samouraï et à se battre à leurs côtés. - Ch.991 : Laisse-nous le rejoindre !! (死なせてくれ!!!, Shinasetekure!!!) Kaido se prépare à combattre les neuf fourreaux rouges après que Caborage et Chavipère, avec leurs formes Sulong, aient vaincu Jack. - Ch.992 : Anciens (残党, Zantō) Les neuf fourreaux rouges attaquent Kaido avec une variété de techniques qui, à son grand étonnement, sont capables de le blesser. - Ch.993 : Le rêve du pays des Wa (ワノ国の夢, Wano Kuni no Yume) Alors que Luffy se dirige vers le sommet du dôme, Queen attaque l'alliance ninja-pirate-mink-samouraïs avec un nouveau virus. - Ch.994 : Mon autre nom est Yamato (またの名はヤマト, Matanona wa Yamato) Queen donne l'antidote au virus des "démons de glace" à Apoo, ce qui oblige Zoro et Drake à faire équipe et à le poursuivre dans l'espace de concert pour le récupérer. Pendant ce temps, Yamato protège Momonosuké et Shinobu de l'attaque de Sasaki et de la division blindée de l'équipage des cent bêtes. |                   |                   |                   |                   |
| Résumé : - Arc Pays des Wa (9e partie) |                   |                   |                   |                   |
| 99 | 4 juin 2021       | 978-4-08-882691-2 | 15 septembre 2021 | 978-2-344-04874-0 |
| Titre du volume : Luffy au Chapeau de paille (麦わらのルフィ, Mugiwara no Rufi) Personnages en couverture : Zeus, Napoléon, Charlotte Linlin, Prométhée, Jinbe, Tony-Tony Chopper, Usopp et Nico RobinListe des chapitres : - Ch.995 : Le serment de la femme ninja (くの一の誓い, Kunoichi no Chikai) Tama et Komachiyo arrivent sur Onigashima et ils sauvent Nami et Usopp après leur défaite face à Ulti et Page One. - Ch.996 : L'île du plus fort (最強がいる島, Saikyō ga Iru Shima) Franky commence à combattre Sasaki, ce qui permet à Yamato de s'échapper avec Momonosuké et Shinobu. Sur le dôme, Kaido prend le dessus sur les neuf fourreaux rouges. - Ch.997 : Flammes (焔雲, Homura-gumo) Sanji est attiré dans un piège par Black Maria, tandis que dans l'espace de concert, Zoro bat Apoo et donne l'antidote au virus des "démons de glace" à Chopper. Après avoir vaincu les neuf fourreaux rouges, Kaido utilise ses pouvoirs pour soulever Onigashima dans les airs afin de transporter l'île jusqu'à la capitale des fleurs. - Ch.998 : Zoan antique (古代種, Kodaishu) Jinbe commence son affrontement contre Who's Who alors que ce dernier, Sasaki et Black Maria révèlent leurs pouvoirs issus de fruits du démon de type Zoan antique. - Ch.999 : Ce saké que j'ai fabriqué pour toi (君がため醸みし待酒, Kimigatame Kamishi Machizake) Yamato se souvient de sa rencontre avec Ace quelques années auparavant, tandis que Big Mom rejoint Kaido sur le dôme. - Ch.1000 : Luffy au Chapeau de paille (麦わらのルフィ, Mugiwara no Rufi) Luffy, Zoro, Law, Kidd et Killer arrivent sur le sommet du dôme pour affronter Kaido et Big Mom. - Ch.1001 : Le combat final des monstres d'Onigashima (鬼おにヶが島しま怪かい物ぶつ決けっ戦, Onigashima Kaibutsu Kessen) Le combat entre les cinq membres de la "génération terrible" et les deux Empereurs commence. - Ch.1002 : Les empereurs VS la nouvelle génération (四皇vs新世代, Yonkō Bāsasu Shin Sedai) Les cinq membres de la "génération terrible" arrivent à tenir tête à Kaido et à Big Mom. - Ch.1003 : Une nuit sur le plateau de Go (盤上の夜, Banjō no Yoru) Alors que le CP-0 suit la progression de la guerre depuis une salle cachée sur Onigashima, Kaido active sa forme hybride. - Ch.1004 : Kibi Dango (きびだんご, Kibi dango) Avec l'aide de Nami et d'Usopp, Tama utilise ses pouvoirs pour apprivoiser les Gifters de l'équipage des cent bêtes et faire d'eux ses serviteurs. |                   |                   |                   |                   |
| Résumé : - Arc Pays des Wa (10e partie) |                   |                   |                   |                   |
| 100 | 3 septembre 2021  | 978-4-08-882780-3 | 8 décembre 2021   | 978-2-344-04902-0 |
| Titre du volume : Le fluide royal (覇王色, Haō-shoku) Personnages en couverture : Portgas D. Ace, Monkey D. Luffy, Yamato, Sanji Vinsmoke et Roronoa ZoroListe des chapitres : - Ch.1005 : L'enfant du démon (悪魔の子, Akuma no Ko) Robin et Brook sauvent Sanji de Black Maria et ils décident de l'affronter. - Ch.1006 : Le yakuza Hyogoro de la fleur (侠客“花のヒョウ五郎”, Kyōkaku "Hana no Hyōgorō") Après avoir retrouvé provisoirement sa force de jeunesse alors qu'il était sur le point de mourir du virus des "démons de glace", Hyogoro réussit à vaincre plusieurs membres de l'équipage des cent bêtes. - Ch.1007 : Raton laveur (たぬきさん, Tanuki-San) Chopper réussit à créer un remède contre le virus des "démons de glace" et il guérit toutes les personnes contaminées. - Ch.1008 : Ashura Doji, chef du gang des voleurs du mont Atama (頭山盗賊団棟梁アシュラ童子, Atama-yama Tōzoku-dan Tōryō Ashura Dōji) Kanjuro révèle être toujours en vie et il envoie un dessin d'Oden pour piéger les neuf fourreaux rouges, mais Ashura se sacrifie pour protéger ses compagnons de son attaque. - Ch.1009 : Ragnaraka (奈落, Naraku) Orochi, toujours vivant, affronte les neuf fourreaux rouges mais il est rapidement mis hors d'état de nuire. Pendant ce temps, sur le dôme les cinq membres de la "génération terrible" parviennent à faire tomber Big Mom d'Onigashima en la privant de Zeus et de Prométhée. - Ch.1010 : Le fluide royal (覇王色, Haō-shoku) Luffy se rend compte qu'il peut revêtir son corps avec le fluide royal et il l'utilise pour affronter Kaido en duel tandis que Kidd et Killer décident d'aller affronter Big Mom et que Zoro et Law descendent dans le dôme. - Ch.1011 : En l'honneur du shiruko (あんこの仁義, Anko no Jingi) Big Mom rentre dans le dôme où elle retrouve Tama et après avoir appris que le village des restes avait été brûlé par l'équipage des cent bêtes, elle vainc Page One en un seul coup. - Ch.1012 : Impatience (うず, Uzu) Une bataille à trois s'ensuit entre le groupe de Tama, Ulti et Big Mom. - Ch.1013 : Anarchy In The Big Mom (Anarchy In The BM, Anākī in za Biggu Mamu) Big Mom met Ulti à terre mais elle se retrouve confrontée à Kidd avant qu'elle ne puisse attaquer le groupe de Tama. - Ch.1014 : Le cabotin de la vie (人生の大根役者, Jinsei no Daikon Yakusha) Kaido bat Luffy avant de rentrer dans le dôme pour trouver Momonosuké. Kanjuro le retrouve en premier mais il est abattu par Kinémon, avant que ce dernier ne soit à son tour mis à terre par Kaido. - Ch.1015 : Lien (縁, Kusari) Tandis que Sanji commence son affrontement contre Queen, Kaido poursuit Momonosuké et Shinobu, mais il se retrouve confronté à Yamato. |                   |                   |                   |                   |
| Résumé : - Arc Pays des Wa (11e partie) |                   |                   |                   |                   |

### Shueisha BOOKS
1. 1 2  Tome 81
2. 1 2  Tome 82
3. 1 2  Tome 83
4. 1 2  Tome 84
5. 1 2  Tome 85
6. 1 2  Tome 86
7. 1 2  Tome 87
8. 1 2  Tome 88
9. 1 2  Tome 89
10. 1 2  Tome 90
11. 1 2  Tome 91
12. 1 2  Tome 92
13. 1 2  Tome 93
14. 1 2  Tome 94
15. 1 2  Tome 95
16. 1 2  Tome 96
17. 1 2  Tome 97
18. 1 2  Tome 98
19. 1 2  Tome 99
20. 1 2  Tome 100

### Glénat manga
1. 1 2  Tome 81
2. 1 2  Tome 82
3. 1 2  Tome 83
4. 1 2  Tome 84
5. 1 2  Tome 85
6. 1 2  Tome 86
7. 1 2  Tome 87
8. 1 2  Tome 88
9. 1 2  Tome 89
10. 1 2  Tome 90
11. 1 2  Tome 91
12. 1 2  Tome 92
13. 1 2  Tome 93
14. 1 2  Tome 94
15. 1 2  Tome 95
16. 1 2  Tome 96
17. 1 2  Tome 97
18. 1 2  Tome 98
19. 1 2  Tome 99
20. 1 2  Tome 100